# Rosa hugonis
Rosa hugonis, auch Chinesische Gold-Rose genannt, ist eine Pflanzenart aus der Gattung Rosen (Rosa) innerhalb der Familie der Rosengewächse (Rosaceae).

## Beschreibung und Phänologie

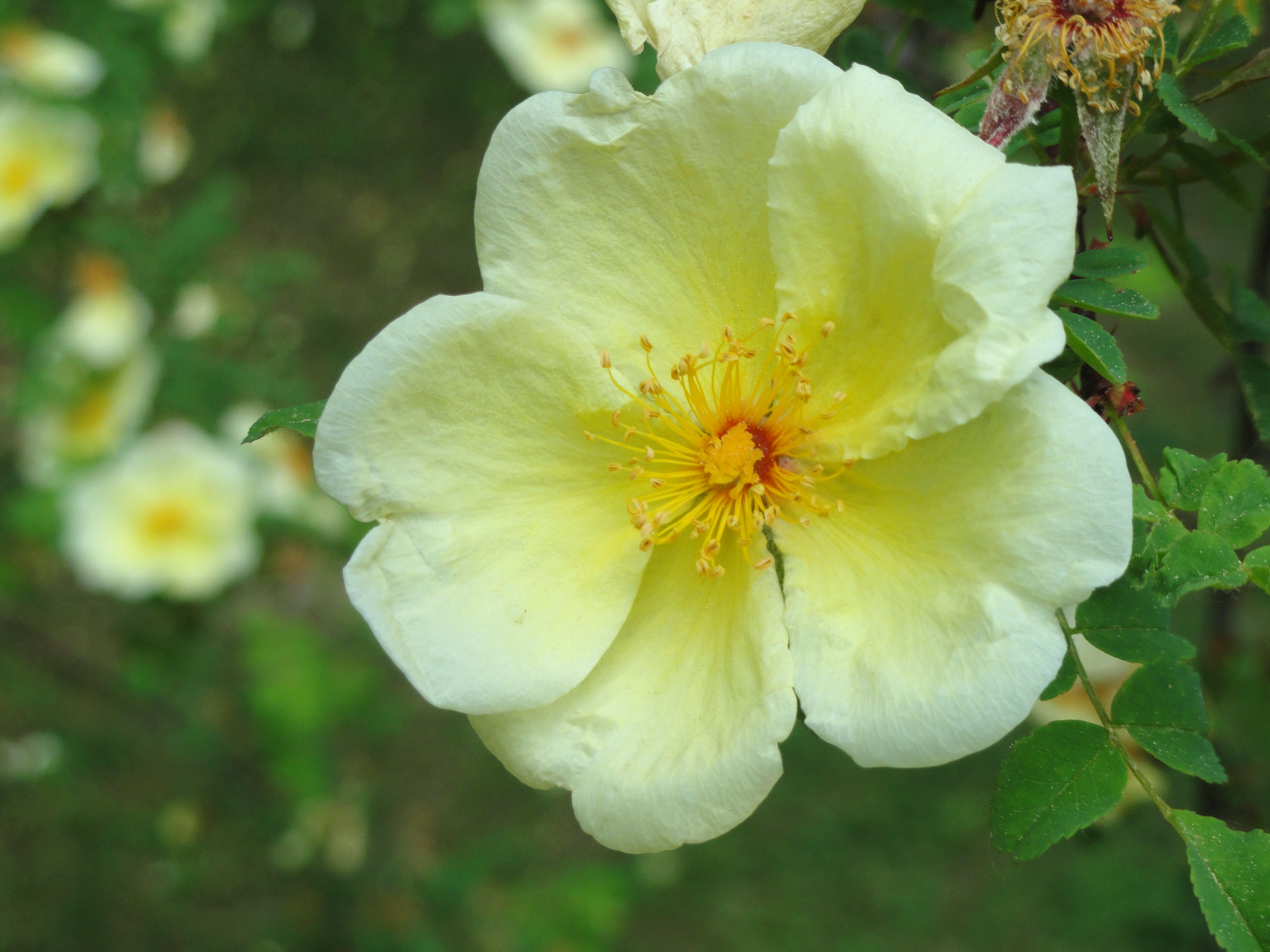
Radiärsymmetrische Blüte mit fünf Kronblättern und vielen Staubblättern

Rosa hugonis wächst als aufrechter Strauch, der Wuchshöhen von etwa 2 Metern erreicht. Die überhängenden, braunen Sprossachsen sind stark mit Stacheln und Borsten besetzt. Die wechselständig angeordneten Laubblätter sind unpaarig gefiedert bestehen aus bis zu 13 kleinen, elliptischen Fiederblättchen. 
Die relativ frühe Blütezeit von Rosa hugonis liegt im Mai. Die Blüten stehen einzeln. Die zwittrigen Blüten sind bei einem Durchmesser von etwa 4 Zentimetern radiärsymmetrisch und fünfzählig mit doppelter Blütenhülle. Die fünf Kronblätter sind leuchtend gelb. Im Spätsommer trägt sie kleine, dunkelrote bis schwarze Hagebutten.

## Taxonomie
Diese Art wurde 1899 von Father Hugh Scallan in der chinesischen Provinz Shaanxi entdeckt. Die Erstbeschreibung von Rosa hugonis erfolgte 1905 durch den englischen Botaniker William Botting Hemsley. Ein Synonym Rosa hugonis Hemsl. ist Rosa xanthina Lindl. forma hugonis (Hemsl.) A.V.Roberts.

## Kulturbedingungen
Die Wildrose Rosa hugonis ist winterhart bis −29 °C (USDA-Zone 5) und gedeiht auch in mageren Böden.
Gelegentlich sterben Astpartien völlig ab, da die Chinesische Gold-Rose etwas anfällig für die Valsakrankheit (Befall mit der Schlauchpilzart Valsaria insitiva) ist.